# Fiskhustjärnen, Medelpad
Fiskhustjärnen är en sjö i Ånge kommun i Medelpad och ingår i Ljungans huvudavrinningsområde. Sjön har en area på 0,0798 kvadratkilometer och ligger 403,3 meter över havet.

## Delavrinningsområde
Fiskhustjärnen ingår i det delavrinningsområde (693786-145796) som SMHI kallar för Utloppet av Länstersjön. Medelhöjden är 445 meter över havet och ytan är 24,97 kvadratkilometer. Räknas de 6 avrinningsområdena uppströms in blir den ackumulerade arean 49,43 kvadratkilometer. Länsterån som avvattnar avrinningsområdet har biflödesordning 2, vilket innebär att vattnet flödar genom totalt 2 vattendrag innan det når havet efter 176 kilometer. Avrinningsområdet består mestadels av skog (70 procent) och sankmarker (15 procent). Avrinningsområdet har 2,62 kvadratkilometer vattenytor vilket ger det en sjöprocent på 10,5 procent.